# 가키시타온센구치역
가키시타온센구치역(일본어: 柿下温泉口駅)은 일본 후쿠오카현 다가와군 가와라정에 위치한 헤이세이 지쿠호 철도 다가와 선의 철도역이다. 단선 승강장 1면 1선의 구조를 갖춘 지상역이다.

## 역 주변
- 후쿠오카 현도 204호 다가와사이가와 선
- 가키시타 온천
- 우라마쓰 공민관
- 국도 제322호선

## 역사
- 1993년 3월 18일 : 개업.

## 인접 역
| 헤이세이 지쿠호 철도 ■ 다가와 선 | 헤이세이 지쿠호 철도 ■ 다가와 선 | 헤이세이 지쿠호 철도 ■ 다가와 선 |
| -------------------------------- | -------------------------------- | -------------------------------- |
| 우치다 유쿠하시 방면             | ■ 다가와 선                      | 마가리카네 다가와이타 방면       |